# Comitê Olímpico Australiano
O Comitê Olímpico Australiano (em inglês: Australian Olympic Committee) é o Comitê Olímpico Nacional da Austrália para os Jogos Olímpicos. É uma organização sem fins lucrativos que seleciona as equipes, e levanta fundos para enviar concorrentes australianos aos eventos olímpicos organizado pelo Comitê Olímpico Internacional (COI).